# Uwe Andersen
Uwe Andersen (* 14. April 1940 in Husum) ist ein deutscher Politikwissenschaftler.

## Leben
Andersen absolvierte eine Lehre zum Bankkaufmann und besuchte das Abendgymnasium. Danach studierte er Politikwissenschaft und Volkswirtschaftslehre an der Freien Universität Berlin. (Diplom-Politologe 1967). 1967/68 verbrachte er einen Forschungsaufenthalt an der Yale University in New Haven. Von 1970 bis 1979 war er wissenschaftlicher Assistent an der Westfälischen Wilhelms-Universität Münster und der Ludwig-Maximilians-Universität München. 1974 wurde er zum Dr. phil. promoviert. 1979 wurde er Professor für Politikwissenschaft an der Ruhr-Universität Bochum. 1982/83 war er Dekan der dortigen Fakultät für Sozialwissenschaft. Darüber hinaus war er geschäftsführender Direktor des Instituts für Entwicklungsforschung (IEE) und stellvertretender geschäftsführender Leiter des Zentrums für interdisziplinäre Ruhrgebietsforschung (ZEFIR). Mittlerweile ist er emeritiert. Andersen veröffentlichte zahlreiche Schriften u. a. gemeinsam mit Wichard Woyke das Handwörterbuch des politischen Systems der Bundesrepublik Deutschland (8. Auflage 2021), außerdem beschäftigte er sich mit Wahlanalysen.

## Veröffentlichungen (Auswahl)
- Die Zukunft der Wirtschaft. Analysen und Prognosen. List, München 1976, ISBN 3-471-66550-1.
- Einführung in die Vermögenspolitik. Beck, München 1976, ISBN 3-406-04938-9.
- Das internationale Währungssystem zwischen nationaler Souveränität und supranationaler Integration. Entwicklungstendenzen seit Bretton Woods im Spannungsfeld der Interessen (= Volkswirtschaftliche Schriften, Bd. 258). Duncker & Humblot, Berlin 1977, ISBN 3-428-03806-1.
- (mit Wichard Woyke): Wahl '80. Die Bundestagswahl, Parteien, Wähler, Wahlverfahren. Leske + Budrich, Opladen 1980, ISBN 3-8100-0317-4.
- (mit Wichard Woyke): Wahl '87. Zur Bundestagswahl 1987: Parteien und Wähler, Wahlrecht und Wahlverfahren, politische Entwicklung. Leske + Budrich, Opladen 1986, ISBN 3-8100-0612-2.
- (Hrsg.): Kommunale Selbstverwaltung und Kommunalpolitik in Nordrhein-Westfalen (= Schriften zur politischen Landeskunde Nordrhein-Westfalens, Bd. 3). Kohlhammer, Köln 1987, ISBN 3-17-009378-9.
- (mit Wichard Woyke): Deutschland – Wahl '90. Zur Bundestagswahl 1990: Deutsche Vereinigung, Parteien und Wähler, Wahlrecht und Wahlverfahren, politische Entwicklung. Leske + Budrich, Opladen 1990, ISBN 3-8100-0868-0.
- (Hrsg. mit Wichard Woyke): Handwörterbuch internationale Organisationen. 2. Aufl.  (= UTB, Bd. 1299). Leske + Budrich, Opladen 1995, ISBN 3-8252-1299-8.
- (Hrsg.): Politik und Wirtschaft am Ende des 20. Jahrhunderts. Perspektiven und Interdependenzen. Festschrift für Dieter Grosser zum 65. Geburtstag. Leske + Budrich, Opladen 1995, ISBN 3-8100-1400-1.
- (Hrsg.): Kommunalpolitik in Nordrhein-Westfalen im Umbruch (= Schriften zur politischen Landeskunde Nordrhein-Westfalens, Bd. 12). Kohlhammer, Köln 1998, ISBN 3-17-014988-1.
- (mit Wichard Woyke): Wahl '98. Bundestagswahl 98. Parteien und Wähler, Wahlrecht und Wahlverfahren, politische Entwicklung. Leske + Budrich, Opladen 1998, ISBN 3-8100-2081-8.
- (Hrsg.): Im Westen was Neues. Kommunalwahl 1999 in NRW. Leske + Budrich, Opladen 2002, ISBN 3-8100-3373-1.
- (Hrsg.): Der Deutsche Bundestag. 2. Aufl. Wochenschau-Verlag, Schwalbach/Ts. 2015, ISBN 3-7344-0007-4.
- (Mithrsg.): Handwörterbuch des politischen Systems der Bundesrepublik Deutschland. 8. erweiterte Aufl., Springer VS, Wiesbaden 2021, ISBN 978-3-658-23665-6.